# Івасюк Валерій Петрович
Івасю́к Вале́рій Петро́вич (нар. 14 вересня 1958, Київ) — доктор медичних наук, Народний депутат України 1 скликання, депутат Київської міської ради, радник Президента України.

## Освіта
- 1965—1974 рр. — Київська середня школа № 185.
- 1974—1977 рр. — Київське медичне училище № 4.
- 1980—1986 рр. — Національний медичний університет імені О.О. Богомольця, ІІ лікувальний факультет за спеціальністю «лікувальна справа».
- 1986—1987 рр. — Клінічна інтернатура за спеціальністю «хірургія».
- 1989—1992 рр. — Аспірантура на кафедрі Оперативної хірургії і топографічної анатомії Національного медичного університету імені О. О. Богомольця
- 1993 р. — вивчення англійської мови в Оксфордському університеті, Велика Британія.

## Трудова діяльність
- 1976—1986 рр. — працював у Науково-дослідному інституті туберкульозу та грудної хірургії ім. академіка Ф. Г. Яновського на посаді медбрата у відділенні штучного кровообігу клініки серцево-судинної хірургії[1].
- 1986—1989 рр. — працював на кафедрі оперативної хірургії і топографічної анатомії Київського медичного інституту ім. О. О. Богомольця на посаді старшого лаборанта.
- 1990—1994 рр. — народний депутат України (член Комісії Верховної Ради України з питань охорони здоров'я).

Автор і співавтор Законопроектів України, що стосувалися — боротьби із соціально небезпечними захворюваннями, організації національної системи охорони здоров'я, національної служби крові, створення правоохоронних органів; автор 49 статті Конституції України.
- 1993 р. — Указом Президента України призначений на посаду Першого заступника Голови Національного комітету боротьби із захворюванням на СНІД при Президентові України
- 1993—1998 рр. — Перший заступник Голови Урядового комітету боротьби з незаконним обігом наркотиків
- 1995 р. — Указом Президента України призначений Головою Національного комітету боротьби із захворюванням на СНІД при Президентові України
- 1996 р. — Указом Президента України призначений Головою Національного комітету з профілактики наркоманії та захворювання на СНІД
- 1995 р. — постановою Кабінету Міністрів України присвоєно третій ранг державного службовця[2]
- 1997 р. — Указом Президента України присвоєно перший ранг державного службовця[3]
- 1998—2006 рр. — науковий експерт Українського центру прав людини Української правничої фундації
- 2006—2008 рр. — заступник Міністра охорони здоров'я[4]
- 2008 р. — помічник-консультант народного депутата України
- 2009—2010 рр. — штатний Радник Президента України[5][6]
- 2010—2012 рр. — штатний радник Секретаря Ради національної безпеки і оборони України (служба Секретаря РНБО)

## Наукова діяльність
Автор оригінального способу оперативного лікування вроджених вад серця із зменшеним легеневим кровообігом. Захистив дисертацію з серцево-судинної хірургії з присудженням вченого ступеня у 1992 році кандидата медичних наук. Автор понад 200 наукових праць і статей у галузі охорони здоров'я та державного будівництва, у сфері організації профілактики, лікування та реабілітації хворих на соціально небезпечні захворювання.
Президією Академії наук УРСР нагороджений Срібною медаллю за спосіб хірургічного лікування гострого геморагічного панкреатиту.
Академією наук Грузії нагороджений медаллю імені академіка Бачерашвілі за встановлення міждержавних відносин між Парламентами України та Грузії.
Із 2014 року — член політичної партії «Сила і Честь» (член політради партії).

## Громадська діяльність
Був одним із засновників Народного Руху України за перебудову.
- 1989—1993 рр. — член Центрального Проводу Народного Руху України, Перший заступник Голови Київської Крайової організації Народного Руху України.
- У березні 1990 року, був обраний Народним депутатом України, Ленінградським виборчим округом N 9, м. Київ, у 2-му турі більшістю голосів. Поєднував депутатський мандат із посадою члена Комісії з питань здоров'я людини у ВРУ[1].
- 1990—1995 рр. — депутат Київської міської ради депутатів.
- 2000—2004 рр. — науковий експерт Тимчасової Слідчої Комісії Верховної Ради України у справі вбивства журналіста Георгія Гонгадзе.

## Джерело
- Довідка [Архівовано 4 березня 2016 у Wayback Machine.]